# Liga dos Campeões da CAF de 1991
Foi a 27ª edição da competição anual mais importante de clubes de futebol realizada na região da CAF (África). O Club Africain "primeiro campeão" da Tunísia, venceu  e tornou-se pela primeira vez campeão da África.

## Clubes classificadas
| Pais                           | Equipe                          |
| ------------------------------ | ------------------------------- |
| Angola                         | - Petro Atlético                |
| Argélia                        | - JS Kabylie                    |
| Benim                          | - Requins de l'Atlantique       |
| Botswana                       | - Gaborone United               |
| Burundi                        | - Vital'O FC                    |
| Burquina Fasso                 | - Étoile Filante de Ouagadougou |
| Chade                          | - Elect-Sport                   |
| Camarões                       | - Union Douala                  |
| Costa do Marfim                | - ASEC Mimosas                  |
| Egito                          | - Al Ahly                       |
| Etiópia                        | - Saint George SC               |
| Gana                           | - Hearts of Oak                 |
| Gabão                          | - JAC-Port Gentil               |
| Lesoto                         | - Defence Force                 |
| Líbia                          | - Al Ittihad                    |
| Ilhas Maurícias                | - Sunrise Flacq United          |
| Marrocos                       | - Wydad Casablanca              |
| Mali                           | - Djoliba AC                    |
| Madagáscar                     | - ASF Fianarantsoa              |
| Moçambique                     | - CD Matchedje                  |
| Níger                          | - Sahel SC                      |
| Nigéria                        | - Heartland FC                  |
| Quênia                         | - Gor Mahia                     |
| República do Congo             | - Inter Brazzaville             |
| República Democrática do Congo | - Saint Eloi Lupopo             |
| República Centro-Africana      | - AS Tempête Mocaf              |
| Seicheles                      | - Saint Louis Suns United       |
| Serra Leoa                     | - Old Edwardians                |
| Senegal                        | - ASC Port Autonome             |
| Somália                        | - Gaadiidka                     |
| Sudão                          | - Al-Merrikh                    |
| Essuatíni                      | - Manzini Sundowns              |
| Tanzânia                       | - Pamba SC                      |
| Togo                           | - Ifodje Atakpamé               |
| Tunísia                        | - Club Africain                 |
| Uganda                         | - Villa SC                      |
| Zâmbia                         | - Nkana FC                      |
| Zimbabwe                       | - Highlanders FC                |

## Rodada preliminar
| Equipe 1         | Total       | Equipe 2        | 1.º jogo | 2.º jogo |
| ---------------- | ----------- | --------------- | -------- | -------- |
| Ifodje Atakpamé  | 1–3         | Sahel SC        | 0–0      | 1–3      |
| ASF Fianarantsoa | 4–1         | Saint-Louis FC  | 4–1      | 0–0      |
| Defence Force    | 0–3         | Pamba SC        | 0–3      | 0–0      |
| AS Tempête Mocaf | 2–8         | Petro Atlético  | 2–4      | 0–4      |
| Saint George SC  | w/o         | Gaadiidka FC    | 1        |          |
| Manzini Sundowns | 1–1 (4–2 p) | Gaborone United | 0–1      | 1–0      |

1 Gaadiidka FC saiu.

## Primeira Rodada
| Equipe 1          | Total       | Equipe 2                | 1.º jogo | 2.º jogo |
| ----------------- | ----------- | ----------------------- | -------- | -------- |
| Al Ahly           | w/o         | Saint George            | 1        |          |
| Al-Ittihad        | 0–2         | Mimosas                 | 0–2      | 0–0      |
| Al-Merrikh        | 1–1 (7–8 p) | Villa                   | 1–0      | 0–1      |
| Africain          | 7–2         | Requins de l'Atlantique | 5–1      | 2–1      |
| St. Eloi Lupopo   | 1–1 (g.f)   | JAC Port-Gentil         | 1–1      | 0–0      |
| Gor Mahia         | 1–4         | Highlanders             | 1–0      | 0–4      |
| Hearts of Oak     | 5–5 (g.f)   | Petro Atlético          | 4–2      | 1–3      |
| Inter Brazzaville | 2–2 (g.f)   | Vital'O                 | 2–1      | 0–0      |
| Heartland         | 3–2         | Old Edwardians          | 3–0      | 0–2      |
| JS Kabylie        | 6–1         | Elect-Sport             | 6–0      | 0–1      |
| Matchedje         | 1–2         | Pamba SC                | 1–1      | 0–1      |
| Nkana             | 6-0         | ASF Fianarantsoa        | 6–0      | W/O2     |
| Port Autonome     | 0–1         | Djoliba                 | 0–0      | 0–1      |
| Sahel             | 1–3         | Wydad                   | 0–0      | 1–3      |
| Sunrise           | 7–2         | Manzini Sundowns        | 6–0      | 1–2      |
| Union Douala      | 5–1         | Étoile Filante          | 3–0      | 2–1      |

1 Jadidka saiu.
2 ASF Fianarantsoa saiu do campeonato depois do  1 jogo.

## Oitavas-Finais
| Equipe 1       | Total       | Equipe 2        | 1.º jogo | 2.º jogo |
| -------------- | ----------- | --------------- | -------- | -------- |
| Al Ahly        | 4–1         | Highlanders     | 3–1      | 1–0      |
| Africain       | 2–0         | Djoliba         | 2–0      | 0–0      |
| Heartland      | 7–1         | JAC Port-Gentil | 5–0      | 2–1      |
| JS Kabylie     | 1–3         | Wydad           | 1–0      | 0–3      |
| Villa          | 5–3         | Pamba SC        | 4–1      | 1–2      |
| Nkana          | 4–3         | Sunrise         | 4–1      | 0–2      |
| Petro Atlético | 1–1 (1–3 p) | Mimosas         | 1–0      | 0–1      |
| Union Douala   | 2–0         | Vital'O         | 2–0      | 0–0      |

## Quartas-Finais
| Equipe 1     | Total       | Equipe 2 | 1.º jogo | 2.º jogo |
| ------------ | ----------- | -------- | -------- | -------- |
| Al Ahly      | 2–2 (2–4 p) | Villa    | 2–0      | 0–2      |
| Africain     | 2–1         | Wydad    | 2–0      | 0–1      |
| Heartland    | 3–3 (6–5 p) | Mimosas  | 3–0      | 0–3      |
| Union Douala | 2–2         | Nkana    | 2–1      | 0–1      |

## Semi-Finais
| Equipe 1 | Total     | Equipe 2  | 1.º jogo | 2.º jogo |
| -------- | --------- | --------- | -------- | -------- |
| Africain | 4–4 (g.f) | Nkana     | 3–0      | 1–4      |
| Villa    | 4–3       | Heartland | 3–2      | 1–1      |

## Finais
| 23 de novembro de 1991 | Africain                                                         | 6 – 2 | Villa               | Estádio El Menzah, Tunes                  |
|                        | Mhaissi 30' 49' Touati 44' Sellimi 57' Rouissi 79' 84' (pênalti) |       | Kato 33' Musisi 81' | Público: 40 000 Árbitro: Hounnake Kouassi |

| 14 de dezembro de 1991 | Villa         | 1 – 1 | Africain   | Estádio Nakivubo, Kampala            |
|                        | Butambuze 71' |       | Touati 51' | Público: 25 000 Árbitro: Badara Sène |

### Agregado
| Equipe 1 | Resultado | Equipe 2 |
| -------- | --------- | -------- |
| Africain | 7–3       | Villa    |

## Campeão
| Liga dos Campeões da CAF 1991 : Campeão |
| --------------------------------------- |
| Tunísia                                 |
| Club Africain (1° Titúlo)               |
| técnico : Ilie Balaci                   |